# بدع بنت سعود
بِـدَع بِـنْـت سـعـوْد هو موقع أثري يقع في مدينة العين، أبو ظبي، الإمارات العربية المتحدة، يشتهر بمقابر تعود لفترة حفيت، وأنظمة الري تعود للعصر الحديدي وبقايا نادرة يعتقد أن مباني العصر الحديدي كانت مركزًا لتوزيع المياه من فلجين. إنه موقع مدرج ضمن قائمة التراث العالمي للأمم المتحدة. مكتشفات الموقع معروضة في متحف العين الوطني.
يوضح تأريخ الفخار من أنظمة الري بالفلج الموجودة في الموقع الأصل الجنوب الشرقي العربي لهذا النظام المميز للري، عتقد الكثير من العلماء سابقًا أنه فارسي الأصل. يعود تاريخ الأفلاج في بدع بنت سعود والعين والبريمي، وكلاهما في ذات المنطقة التاريخية من توام، إلى عدة قرون قبل الإمبراطورية الأخمينية، التي كان يُنسب إليها ابتكار الإفلاج من قبل.
يُعتقد أن الموقع، الذي يقع على بعد حوالي 15 كيلومترًا (9.3 ميلًا) شمال العين، كان مكانًا لأستراحة على طريق قوافل قديم من المستوطنات في العين إلى شمال الإمارات. من أبرز معالم المنطقة مرتفع قرن بنت سعود الصخري الذي يصل طوله إلى 40 متراً، ويتميز بإطلالته على المناظر الطبيعية المحيطة. وعُثر على مقابر ومدافن على طول الجانبين العلوي والشرقي للقرن، بينما تم العثور على أنظمة ري ومباني في الجنوب.

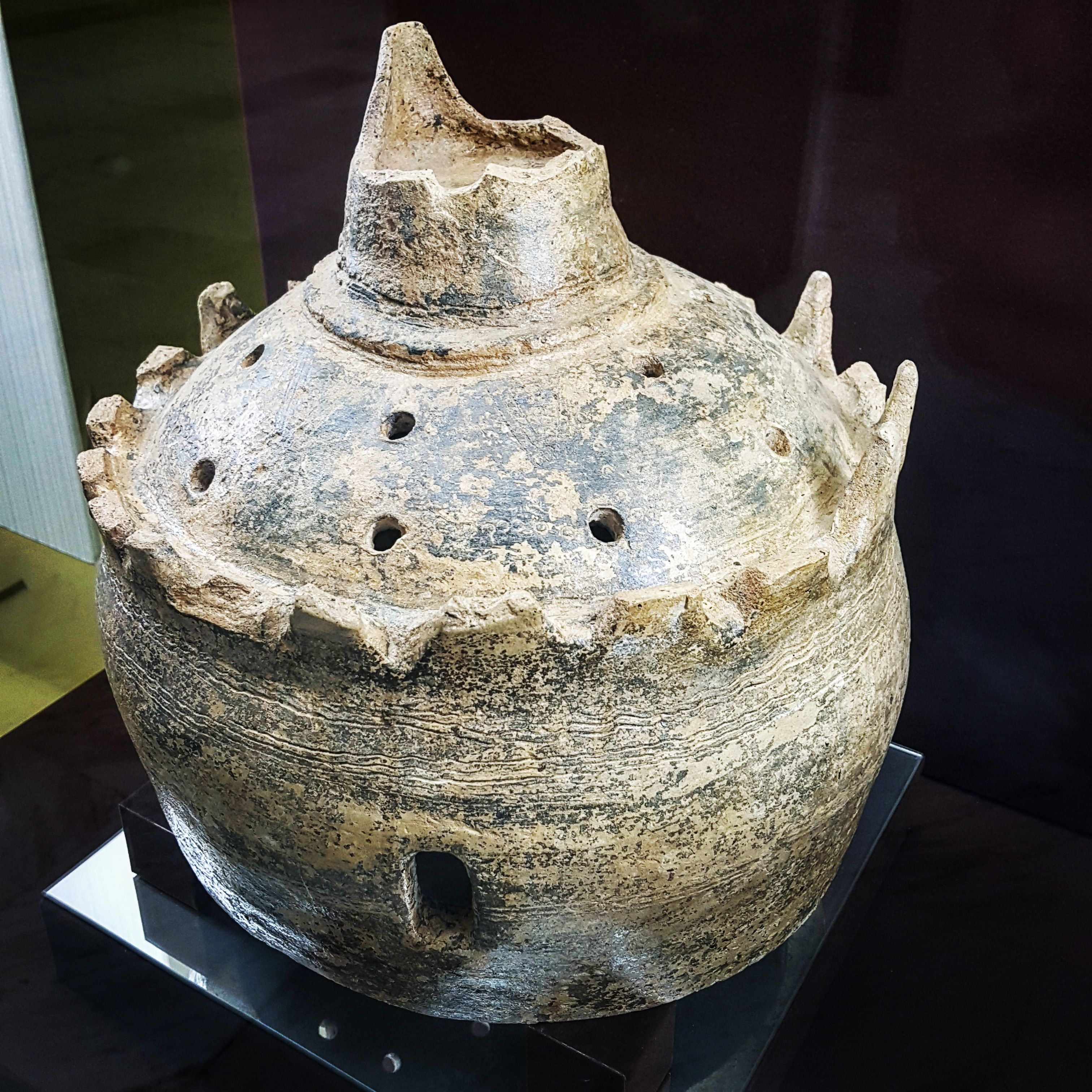
قطعة أثرية تعود إلى العصر الحديدي مكتشفة في الموقع

مبنى الفلج إكتشف علماء الآثار مبنى كبيراً من الطوب بالقرب من نقطة وصول المياه الرئيسية للفلج، يوجد في المبنى قاعة واسعة يبلغ طولها 10 أمتار وعرضها 13متراً، ويصل طول بعض أجزاء الجدران المتبقية إلى ارتفاع 160 سم. تم إضافة غرف لتخزين المؤن وضمت العديد من جرار التخزين. لا يزال الغرض من هذا المبنى مبهماً، ولكن على الأرجح كان يستخدم كمبنى لإدارة توزيع مياه الفلج. 
المدافن يعود تاريخ العديد من المدافن المكتشفة على الجانب الشرقي لمرتفع قرن بنت سعود إلى العصر البرونزي وعلى الرغم من أنها تظهر كأكوام حجرية إلا أن عمليات التنقيب والدراسات بينت أن هذه الأكوام هي مدافن دائرية كانت مبنية على شكل قبب يمكن الدخول إليها من خلال فتحة ضيقة في الجدار الدائري. كما تم بناء مجموعة أخرى من المدافن الجماعية التي تعود إلى العصر الحديدي من الحجارة المحلية الموجودة في المنطقة، حيث تم تقسيم كل مدفن إلى مجموعة من الغرف لوضع الموتى فيها.

## وصلات خارجية
جولة في الموقع